# Chemin de fer du Hauran
Le chemin de fer du Hauran est une ligne ferroviaire construite dans l'Empire ottoman, à la fin du XIXe siècle, par une société française.

## Histoire

### Projet et construction
En 1891, le gouvernement ottoman, qui cherche à développer le réseau de transports, accorde une concession à un groupe à direction française, la Société des chemins de fer ottomans économiques de Beyrouth-Damas-Hauran (de), qui obtient également la concession du chemin de fer de Beyrouth à Damas. Reliant Damas, chef-lieu du vilayet de Syrie, à Muzayrib dans le Hauran, elle est inaugurée le 17 juillet 1894. La ligne Beyrouth-Damas, qui la relie à la Méditerranée, est ouverte le 3 août 1895. Desservant la plaine fertile du Hauran, elle contribue au ravitaillement de Damas.
La compagnie fusionne ultérieurement avec la Société ottomane du chemin de fer de Damas-Hama et prolongements (D.H.P.) créée en 1893 avec une concession élargie jusqu'au nord de la Syrie.
Le chemin de fer du Hauran est en partie parallèle au chemin de fer du Hedjaz construit entre 1900 et 1908 mais les deux ouvrages restent distincts, ce dernier étant une fondation pieuse (waqf) destinée au pèlerinage de La Mecque, à la différence des lignes civiles construites par des entreprises à capitaux étrangers.

### Abandon pendant la Première Guerre mondiale
Pendant la Première Guerre mondiale au Proche-Orient, toutes les lignes ferroviaires appartenant à des pays de la Triple-Entente sont confisquées. La ligne du Hauran est alors abandonnée, ses rails et son matériel roulant servant à renforcer le réseau ferroviaire de Palestine en vue de l'offensive ottomane contre le canal de Suez.

## Description de la ligne

### Caractéristiques techniques
C'est une ligne à voie étroite longue de 103 kilomètres. Le temps de trajet de Muzayrib à Damas, qui était de deux jours et demi, descend à trois heures.

### Parcours
- Damas-Midan
- Daraya (Syrie)
- Al-Kiswah
- Khan Dannun
- Serakiah
- Ghabaghib
- Al-Sanamayn
- Kuniye
- Kutibe
- Cheikh Meskin
- Abtaa
- Da'el
- Tafas
- Muzayrib DHP

### Sources et bibliographie
- (de) Cet article est partiellement ou en totalité issu de l’article de Wikipédia en allemand intitulé « Hauranbahn » (voir la liste des auteurs) dans sa version du 29 décembre 2015.